# Nordenbrogård
Nordenbrogaard er en lille hovedgård, som er dannet i 1720 af 4 bøndergårde af grevskabet Langeland. Gården ligger i Magleby Sogn, Langeland Kommune.
Nordenbrogaard Gods er på 426,3 hektar

## Ejere af Nordenbrogaard
- (1720-1722) Carl Ahlefeldt
- (1722-1773) Frederik Ahlefeldt
- (1773-1791) Christian Ahlefeldt-Laurvig
- (1791-1832) Frederik Ahlefeldt-Laurvig
- (1832-1856) Christian Ahlefeldt-Laurvig
- (1856-1889) Frederik Ludvig Vilhelm Ahlefeldt-Laurvig
- (1889-1917) Christian Johan Frederik Ahlefeldt-Laurvig
- (1917-1928) Frederik Ludvig Vilhelm Ahlefeldt-Laurvig
- (1928-1970) Kai Benedict Ahlefeldt-Laurvig
- (1970-2001) Ulrik Ahlefeldt-Laurvig
- (2001-) Niels Ahlefeldt-Laurvig
- Kai Ahlefeldt-Laurvig